# Чогнари (Самтредский муниципалитет)
Чогнари (груз. ჭოგნარი) — село в Грузии, на территории Самтредского муниципалитета края (мхаре) Имеретия.

## География
Село находится в западной части Грузии, к югу от реки Риони, на расстоянии 4 километров к юго-западу от города Самтредиа, административного центра муниципалитета. Абсолютная высота — 175 метров над уровнем моря.

## Население
По результатам официальной переписи населения 2014 года, в Чогнари проживало 362 человека (169 мужчин и 193 женщины). В национальной структуре населения грузины составляли 98,9 %, русские — 0,8 %, украинцы — 0,3 %.
| Год  | Население, человек |
| ---- | ------------------ |
| 2002 | 489                |
| 2014 | ↘ 362              |